# Лазар Младенов (общественик)
 Тази статия е за българския общественик.  За българския духовник вижте Лазар Младенов.  За българския революционер вижте Лазар Младенов (революционер).
Лазар Младенов е български общественик и патриот, основател на Българския културен клуб – Скопие.

## Биография
Лазар Младенов е роден на 7 август 1956 година в Струмица, тогава в Социалистическа федеративна република Югославия. Завършва средно образование в родния си град, където е съученик и близък приятел на Борис Трайковски. Заедно с Димитър Галев Младенов организира първите чествания на лидера на ВМРО Тодор Александров. След това заминава за Скопие, където следва архитектура, а по-късно развива собствен бизнес. Влиза в политиката в 1990 година, като подкрепя ВМРО-ДПМНЕ. След като за лидер на партията през 2003 г. е избран българофобът Никола Груевски, Младенов напуска партията.  На 4 май 2008 година основава Българския културен клуб в Скопие, чиято цел е да популяризира България в Северна Македония и възраждане на българщината там. Младенов е председател на Управителния съвет на Клуба от основаването му. Завръща се в родния си град, където живее с жена си и двете си деца.